# Vliegveld Haamstede
Vliegveld Haamstede is een vliegveld bij Haamstede in de Nederlandse gemeente Schouwen-Duiveland. Officieel is het vliegveld een aangewezen luchtvaartterrein maar er mogen alleen zweefvliegtuigen starten en landen. Het veld wordt  enkel gebruikt door de zweefvliegers van Vliegclub Haamstede.

## Oprichting
Vliegveld Haamstede was in 1931 het eerste vliegveld waarop de KLM vanaf Waalhaven interne lijnvluchten vloog. In 1932 werd de dienst verlengd naar Vlissingen, daarna naar Knokke. Dit werd het "miljonairslijntje" genoemd: rijke Rotterdammers gingen ermee naar het casino. Rond 1936 was vliegveld Haamstede, na Schiphol en Waalhaven, het derde vliegveld van Nederland wat betreft transport. De luchtlijn werd in 1939 stilgelegd in verband met de gespannen toestand in de aanloop naar de Tweede Wereldoorlog. De dienst is na de oorlog niet hervat.

## Tweede Wereldoorlog
Het vliegveld, dat sinds 1939 ook in gebruik was als militaire vliegschool, werd op 18 maart 1940 gevorderd door de militaire autoriteiten. Bij aanvang van de oorlog beschikte het vliegveld over 26 vliegtuigen, meest Fokker C.V's en Koolhoven FK 51's. Op 13 mei werden bij een beschieting door twintig Messerschmitt Bf 109 jachtvliegtuigen van de Duitse Luftwaffe op een na alle vliegtuigen vernietigd. Aangezien verder verzet nu onmogelijk was werd de landingsbaan onklaar gemaakt en werd het vliegveld een dag later verlaten.
Tijdens de meidagen van 1940 waren ca. 160 militairen op de vliegbasis van Haamstede en Vlissingen. Zij vertrokken naar Frankrijk en staken vandaar over naar Engeland. Zij vormden de kern van de Prinses Irene Brigade, samen met 60 adelborsten uit Den Helder.
Kort na de Nederlandse overgave herstelden de Duitsers het terrein. Ook breidden zij het uit en daarbij werden op grote schaal arbeiders uit de regio ingezet. Fliegerhorst-Kommandantur Haamstede stond onder bevel van Flugplatzkommando A 4/VI en eind september 1940 arriveerden de eerste Duitse toestellen. Dit waren Messerschmitt Bf 109E jagers van II Gruppe/Jagdgeschwader 1. Zij bewaakten de Zuid-Nederlandse kust en de Rotterdamse havens en gaven luchtdekking aan de scheepvaart. Ook voerden zij dagelijks patrouillevluchten uit. Deze activiteiten trokken al snel de aandacht van de Britse Royal Air Force en deze bombardeerde het vliegveld herhaaldelijk maar richtte weinig schade aan. In de periode september 1940 tot maart 1943 waren de volgende Luftwaffe eenheden tijdelijk op Haamstede gelegerd:
- II. en IV. Gruppe / Jagdgeschwader 1
- 2. Staffel / Jagdgeschwader 53
- 4. en 9. Staffel / Jagdgeschwader 54
- 2. Staffel / Jagdgeschwader 52

### Operatie Donnerkeil
In februari 1942 speelde het vliegveld een rol bij operatie Donnerkeil. Hierbij ondersteunden Luftwaffe eenheden de uitbraak van de Kriegsmarine slagschepen Scharnhorst en Gneisenau uit de Franse haven Brest. Hierna keerde de rust op Haamstede terug en eind maart 1943 maakten de Duitsers het terrein onbruikbaar voor vliegoperaties.
Vanaf juli 1945 tot januari 1946 gebruikten de geallieerden Haamstede korte tijd voor tussen- of voorzorgslandingen.

## Na de oorlog
Pas tijdens de Watersnoodramp van 1953 gebruikte Nederland het deels herstelde vliegveld opnieuw. Vanaf het eind van de jaren ‘50 gebruiken zweefvliegsporters het terrein.